# Stygobromus ackerlyi
Stygobromus ackerlyi is een vlokreeftensoort uit de familie van de Crangonyctidae. De wetenschappelijke naam van de soort is voor het eerst geldig gepubliceerd in 1978 door Holsinger.